# Distribució de Soliton
Una distribució de Soliton és un tipus de distribució de probabilitat discreta que sorgeix en la teoria dels codis de correcció d'esborrat, que utilitzen la redundància d'informació per compensar els errors de transmissió que es manifesten com a dades que falten (esborrades). Un article de Luby va introduir dues formes d'aquestes distribucions, la distribució de Soliton ideal i la distribució de solitons robusta.

## Distribució ideal
La distribució de Soliton ideal és una distribució de probabilitat sobre els nombres enters d'1 a K, on K és l'únic paràmetre de la distribució. La funció de massa de probabilitat ve donada per
{\displaystyle p(1)={\frac {1}{K}},}
{\displaystyle p(i)={\frac {1}{i(i-1)}}\qquad (i=2,3,\dots ,K).\,}

## Distribució robusta
La forma robusta de distribució es defineix afegint un conjunt addicional de valors t(i) als elements de funció de massa de la distribució de solitons ideals i després normalitzant-se de manera que els valors sumin 1. El conjunt addicional de valors, t(i), es defineix en termes d'un paràmetre addicional de valor real δ (que s'interpreta com una probabilitat de fallada) i c, un paràmetre constant. Definiu R com R = c ln (K / δ ) √K . Aleshores, els valors afegits a p (i ), abans de la normalització final, són
{\displaystyle t(i)={\frac {R}{iK}},\qquad \qquad (i=1,2,\dots ,K/R-1),\,}
{\displaystyle t(i)={\frac {R\ln(R/\delta )}{K}},\qquad (i=K/R),\,}
{\displaystyle t(i)=0,\qquad \qquad (i=K/R+1,\dots ,K).\,}
Si bé la distribució de solitons ideal té un mode (o espiga) a 2, l'efecte del component addicional a la distribució robusta és afegir un pic addicional al valor K/R.